# 名古屋臨海鐵道東港線
東港線（日语：／ Tōkō sen */?）是连接愛知縣名古屋市南區的東海道本線笠寺站和同市的東港站的貨物铁路线，屬於名古屋臨海鐵道。

## 路线数据
- 營運商：名古屋臨海鐵道（第一種鐵道事業）
- 路線長度：3.8km
- 軌距：1067mm
- 車站数：2站
- 複線區間：无（全線為单線鐵路）
- 電氣化區間：无（全線為非電氣化鐵路）
- 閉塞方式：自動閉塞

## 历史
1960年代以前名古屋港東側的貨物依靠名古屋鐵道築港線和常滑線運送，由於1950年代常滑線客運量和名古屋港的貨運量均大幅增加，名鐵希望分離貨物運送。1960年國鐵、名鐵、名古屋港決定共同出資成立名古屋臨海鐵道，並新建貨運線路，負責名古屋港東側的貨物運輸。1965年1月23日名古屋臨海鐵道成立，並於8月20日開通東港線，名古屋港東側的貨物得以直接進入東海道本線。

## 運行形態
每日固定設有2.5對貨櫃輸送用高速貨物列車、2對專用貨物列車、2對化學藥品運送專用列車、2對石灰石輸送專用列車。非固定列車包括臨時石灰石輸送專用列車、機車回送等。

## 车站列表
| 站名     | 站名     | 站名     | 站間距離（公里） | 營業距離（公里） | 连接路线                        | 地点   | 地点     |
| 中文站名 | 日文站名 | 英文站名 | 站間距離（公里） | 營業距離（公里） | 连接路线                        | 地点   | 地点     |
| -------- | -------- | -------- | ---------------- | ---------------- | ------------------------------- | ------ | -------- |
| 笠寺     |          | Kasadera | 0.0              | 0.0              | JR東海：東海道本線              | 愛知縣 | 名古屋市 |
| 東港     |          | Tōkō     | 3.8              | 3.8              | 南港線 昭和町線 汐見町線 東築線 | 愛知縣 | 名古屋市 |

### 網站
1. ↑  . www.meirintetu.co.jp.   [2022-07-02]. （原始内容存档于2022-05-18） （日语）.
2. ↑  . www.hotetu.net.   [2022-07-04]. （原始内容存档于2021-06-21）.

### 書籍
- 名古屋臨海鉄道（編）. . 名古屋臨海鉄道. 1969.
- 名古屋臨海鉄道（編）. . 名古屋臨海鉄道. 1981.
- 名古屋臨海鉄道（編）. . 名古屋臨海鉄道. 1990.
- 岩堀春夫. . ないねん出版. 2003. ISBN 4931374417.